# Futsal Polistena 2021-2022
La voce raccoglie i dati riguardanti il Futsal Polistena, squadra di calcio a 5 militante in serie A, nelle competizioni ufficiali del 2021-2022.

## Trasferimenti

### Sessione estiva
| Carlos Henrique Ribeiro | O Parrulo       |
| Eric da Silva           | Academy Pescara |

| Francesco Dentini | Bovalino |
| Arthur Fortuna    | Bovalino |
| Junior Silon      | Askl     |

### Sessione invernale
| Antonio Richichi    | MGM 2000         |
| Fabrício Urio       | Atletico Nervesa |
| Fernando Calderolli | Sala Consilina   |
| Zakaria El-Ouaz     | Gentofte         |
| Ibrahim Badram      | Gentofte         |
| Jeremy Bukovec      | Ptuj             |

| Carlos Henrique Ribeiro | Hellas Verona       |
| Juninho                 | Hellas Verona       |
| Eric da Silva           | Pescara             |
| Simone Minnella         | Polisportiva Futura |
| Gianluca Parisi         | C.M.B.              |
| Angelo Creaco           | Sandro Abate        |

## Prima squadra
| N° | Naz.                 | Ruolo | Sportivo                   | Anno       |  |  |
| -- | -------------------- | ----- | -------------------------- | ---------- |  |  |
| 1  | Italia (bandiera)    | POR   | Gianluca Multari           | 14.11.2001 |  |  |
| 5  | Italia (bandiera)    | DIF   | Domenico Arcidiacone       | 23.02.1990 |  |  |
| 7  | Italia (bandiera)    | DIF   | Fabrício Urio              | 27.01.1989 |  |  |
| 8  | Italia (bandiera)    | LAT   | Francesco Attinà           | 24.02.2002 |  |  |
| 9  | Slovenia (bandiera)  | PIV   | Jeremy Bukovec             | 07.10.2000 |  |  |
| 10 | Danimarca (bandiera) | LAT   | Zakaria El-Ouaz            | 19.06.1996 |  |  |
| 11 | Italia (bandiera)    | LAT   | Vincenzo Longo             | 07.12.2002 |  |  |
| 12 | Danimarca (bandiera) | LAT   | Ibrahim Badran             | 16.02.1994 |  |  |
| 14 | Brasile (bandiera)   | LAT   | Fernando Calderolli        | 15.02.1991 |  |  |
| 17 | Italia (bandiera)    | POR   | Antonino Martino           | 26.03.1987 |  |  |
| 19 | Brasile (bandiera)   | PIV   | André Maluko               | 14.05.1987 |  |  |
| 20 | Italia (bandiera)    | LAT   | Gabriele Prestileo         | 22.12.2000 |  |  |
| 26 | Brasile (bandiera)   | LAT   | Diogo                      | 13.05.1987 |  |  |
| 27 | Italia (bandiera)    | DIF   | Vinícius Carlos dos Santos | 19.02.1987 |  |  |
| 36 | Italia (bandiera)    | LAT   | Antonio Richichi           | 25.09.1984 |  |  |
|    | Romania (bandiera)   | PIV   | Carlos Henrique Ribeiro    | 08.09.1985 |  |  |
|    | Brasile (bandiera)   | DIF   | Juninho                    | 02.12.1982 |  |  |
|    | Brasile (bandiera)   | LAT   | Eric da Silva              | 31.10.1988 |  |  |
|    | Italia (bandiera)    | LAT   | Simone Minnella            | 13.08.1999 |  |  |
|    | Italia (bandiera)    | POR   | Gianluca Parisi            | 11.06.1996 |  |  |
|    | Brasile (bandiera)   | LAT   | Angelo Creaco              | 28.05.1989 |  |  |

## Under-19
| N° | Naz.              | Ruolo | Sportivo             | Anno       |  |  |
| -- | ----------------- | ----- | -------------------- | ---------- |  |  |
| 6  | Italia (bandiera) | LAT   | Nicolò Papandrea     | 24.09.2003 |  |  |
| 8  | Italia (bandiera) | LAT   | Francesco Pio Carere | 10.11.2003 |  |  |
| 11 | Italia (bandiera) | LAT   | Vincenzo Cimarosa    | 30.11.2005 |  |  |
| 11 | Italia (bandiera) | LAT   | Giuseppe Tigani      | 21.10.2005 |  |  |
| 14 | Italia (bandiera) | LAT   | Aurelio Corradino    | 15.02.2004 |  |  |
| 31 | Italia (bandiera) | POR   | Raffaele Iennarella  | 12.02.2004 |  |  |

## Risultati

### Serie A
|  | Pos. | Squadra   | Pt | G  | V | N | P  | GF | GS  | DR  |
|  | ---- | --------- | -- | -- | - | - | -- | -- | --- | --- |
|  | 16.  | Polistena | 18 | 30 | 6 | 3 | 21 | 72 | 123 | -51 |